# Faugairòlas
Faugairòlas (en francès Fougueyrolles) és un municipi francès situat al departament de la Dordonya i a la regió de la Nova Aquitània.
| 1962                                       | 1968 | 1975 | 1982 | 1990 | 1999 | 2007 |
| ------------------------------------------ | ---- | ---- | ---- | ---- | ---- | ---- |
| 495                                        | 477  | 385  | 375  | 383  | 429  | 466  |
| Des de 1962: població sense dobles comptes |      |      |      |      |      |      |